# Vicente Feliú
Vicente Feliú Miranda (L'Avana, 11 novembre 1947 – L'Avana, 17 dicembre 2021) è stato un cantautore cubano e fondatore insieme ad autori come Silvio Rodríguez, Pablo Milanés, Noel Nicola e Sara González, del movimento culturale e musicale denominato Nueva Trova cubana.

## Biografia
Iniziò a comporre le prime canzoni nel 1964, grazie alle lezioni di chitarra ricevute dal padre, intrecciando, sin da subito, testi politico-sociali con musica ispirata alla trova tradizionale; insieme ad altri autori cubani, nel 1972, fondò il movimento della Nueva Trova cubana, del quale farà parte per 15 anni, ricoprendo anche il ruolo di Coordinador Nacional.
Tenne concerti in tutto il mondo e collaborato con numerosi artisti come Silvio Rodríguez, Pablo Milanés, Liuba María Hevia, Luis Eduardo Aute, Caco Senante, Isabel Parra, Inti Illimani, León Gieco, Mercedes Sosa, Gabino Palomares, Jackson Browne, Pete Seeger, Holly Near, Little Steven, Daniel Viglietti, Alfredo Zitarrosa, Luis Enrique Mejía Godoy, Carlos Mejía Godoy, Miryam Quiñones, il duo Larbanois - Carrero, ed altri.
Contemporaneamente alle produzioni discografiche, compose musica per teatro, televisione e spettacoli di vario genere. Oltre all'attività di musicista fu assistente e direttore musicale per vari programmi culturali, consulente musicale del Instituto Cubano de Radio y Televisión, conduttore radiofonico e direttore di radio.
Diresse il Centro Iberoamericano para la Canción Canto de Todos, per promuovere scambi culturali tra musicisti latinoamericani.
Morì il 17 dicembre 2021 a 74 anni, a seguito di un infarto.
Era fratello del cantautore Santiago Feliú, prematuramente scomparso, e padre della musicista Aurora de los Andes Feliú.

## Discografia
- Créeme (1978)
- No sé quedarme (1985)
- Artepoética (1990)
- Aurora (1995)
- Guevarianas (1997)
- Ansias del alba (1997) - con Santiago Feliú
- Itinerario (1998)
- A guitarra limpia (1999)
- El colibrí (2000)
- Vicente Feliú al BarnaSants (2014)
- Las flores buenas de Javier Heraud (2015) - com Miryam Quiñones

Inoltre è presente in raccolte come Tercer festival de la Nueva Canción Latinoamericana del 1984, ed in album tributo come: 37 canciones de Noel Nicola del 2007, Una canción para Pablo del 2009 per Pablo de la Torriente Brau e Sara del 2014 in tributo a Sara González.